# Turn- und Sportverein Bayer 04 Leverkusen 1994-1995
Questa voce raccoglie le informazioni riguardanti il Turn- und Sportverein Bayer 04 Leverkusen nelle competizioni ufficiali della stagione 1994-1995.

## Stagione

Il neoacquisto Rudi Völler e il parmense Zola al termine della semifinale di ritorno della Coppa UEFA

Nella stagione 1994-1995, il Bayer Leverkusen si classificò settimo in Bundesliga e venne eliminata in semifinale di Coppa UEFA dal Parma; Ulf Kirsten fu capocannoniere della competizione con 10 reti. In Coppa di Germania fu eliminata al secondo turno.
Il calciatore Thomas Dooley fu convocato per la Copa América 1995 dalla sua nazionale.

## Maglie e sponsor
Lo sponsor che compare sulle maglie della società è Talcid, prodotto della casa farmaceutica Bayer proprietaria del team. Lo sponsor tecnico è il marchio tedesco Adidas.
| Casa |

## Rosa
| N. |                        | Ruolo | Calciatore          |
| -- | ---------------------- | ----- | ------------------- |
| 1  | Germania (bandiera)    | P     | Rüdiger Vollborn    |
| 2  | Germania (bandiera)    | C     | Mike Rietpietsch    |
| 3  | Germania (bandiera)    | D     | Markus Happe        |
| 4  | Germania (bandiera)    | D     | Christian Wörns     |
| 5  | Romania (bandiera)     | C     | Ioan Lupescu        |
| 7  | Brasile (bandiera)     | A     | Paulo Sérgio        |
| 8  | Germania (bandiera)    | C     | Bernd Schuster      |
| 9  | Germania (bandiera)    | A     | Ulf Kirsten         |
| 13 | Germania (bandiera)    | A     | Rudi Völler         |
| 15 | Germania (bandiera)    | C     | Mario Tolkmitt      |
| 17 | Germania (bandiera)    | C     | Hans-Peter Lehnhoff |
| 18 | Stati Uniti (bandiera) | C     | Claudio Reyna       |
| 21 | Germania (bandiera)    | C     | Andreas Neuendorf   |
| 22 | Germania (bandiera)    | D     | Markus Münch        |

| N. |                        | Ruolo | Calciatore       |
| -- | ---------------------- | ----- | ---------------- |
| 23 | Germania (bandiera)    | P     | Dirk Heinen      |
| 30 | Germania (bandiera)    | C     | Jupp Nehl        |
|    | Stati Uniti (bandiera) | D     | Tom Dooley       |
|    | Germania (bandiera)    | D     | René Hahn        |
|    | Germania (bandiera)    | D     | Jens Melzig      |
|    | Germania (bandiera)    | C     | Markus Anfang    |
|    | Germania (bandiera)    | C     | Ralf Becker      |
|    | Rep. Ceca (bandiera)   | C     | Pavel Hapal      |
|    | Germania (bandiera)    | C     | Volker Lindinger |
|    | Germania (bandiera)    | C     | Heiko Scholz     |
|    | Germania (bandiera)    | C     | Thomas Vana      |
|    | Guinea (bandiera)      | A     | Taifour Diane    |
|    | Germania (bandiera)    | A     | Markus Kurth     |
|    | Germania (bandiera)    | A     | Andreas Thom     |

## Organigramma societario
Area tecnica
- Allenatore: Erich Ribbeck
- Allenatore in seconda: Peter Hermann
- Preparatore dei portieri: Werner Friese
- Preparatori atletici:

## Calciomercato

### Sessione estiva
| Acquisti | Acquisti            | Acquisti               | Acquisti |
| R.       | Nome                | da                     | Modalità |
| -------- | ------------------- | ---------------------- | -------- |
| A        | Taifour Diane       | Colorado Foxes         |          |
| A        | Markus Kurth        | Bayer Leverkusen II    |          |
| C        | Hans-Peter Lehnhoff | Anversa                |          |
| D        | Markus Münch        | Bayern Monaco          |          |
| C        | Andreas Neuendorf   | Reinickendorfer Füchse |          |
| C        | Mike Rietpietsch    | Union Berlino          |          |
| A        | Rudi Völler         | Olympique Marsiglia    |          |

| Cessioni | Cessioni        | Cessioni          | Cessioni |
| R.       | Nome            | a                 | Modalità |
| -------- | --------------- | ----------------- | -------- |
| C        | Andreas Fischer | Amburgo           |          |
| D        | Franco Foda     | Stoccarda         |          |
| D        | Stephan Hanke   | St. Pauli         |          |
| P        | Walter Junghans | Fortuna Colonia   |          |
| D        | Martin Kree     | Borussia Dortmund |          |
| A        | Jörg Nowotny    | Saarbrücken       |          |
| C        | René Rydlewicz  | Monaco 1860       |          |

### Sessione invernale
| Acquisti | Acquisti | Acquisti | Acquisti |
| R.       | Nome     | da       | Modalità |
| -------- | -------- | -------- | -------- |

| Cessioni | Cessioni           | Cessioni  | Cessioni |
| R.       | Nome               | a         | Modalità |
| -------- | ------------------ | --------- | -------- |
| D        | Bernard Schuiteman | Feyenoord |          |

## Risultati

### Bundesliga

#### Girone di andata
| Arbitro: | Schmidt |

|  |           |           |
|  | Marcatori | 73’ Kuntz |

| Arbitro: | Best |

|                         |           |                              |
| Bode 18’, 43’ Rufer 33’ | Marcatori | 16’ Dooley 52’ (rig.) Sérgio |

| Arbitro: | Fröhlich |

|                                                |           |  |
| Schuster 16’ Kirsten 39’ Sérgio 66’ Völler 90’ | Marcatori |  |

| Arbitro: | Wiesel |

|          |           |                             |
| Aden 63’ | Marcatori | 42’, 75’ Kirsten 61’ Völler |

| Arbitro: | Jansen |

|                       |           |                          |
| Kirsten 40’ Wörns 75’ | Marcatori | 25’ Reuter 60’ Chapuisat |

| Arbitro: | Heynemann |

|                    |           |                   |
| Cardoso 43’ (rig.) | Marcatori | 27’ (aut.) Müller |

| Arbitro: | Berg |

|                                         |           |           |
| Schäfer 18’ (aut.) Hapal 76’ Sérgio 81’ | Marcatori | 57’ Kruse |

| Arbitro: | Zerr |

|                              |           |                           |
| Herrlich 53’ Dahlin 57’, 63’ | Marcatori | 12’, 18’ Völler 71’ Happe |

| Arbitro: | Merk |

|                   |           |             |
| Sérgio 21’ (rig.) | Marcatori | 31’ Heintze |

| Arbitro: | Habermann |

|  |           |                         |
|  | Marcatori | 45’ Lehnhoff 49’ Völler |

| Arbitro: | Albrecht |

|                                |           |                     |
| Lehnhoff 59’ Völler 80’ (rig.) | Marcatori | 58’ Látal 90’ Linke |

| Arbitro: | Wagner |

|             |           |                         |
| Albertz 12’ | Marcatori | 48’ Schuster 70’ Dooley |

| Leverkusen 12 novembre 1994, ore 15:30 CET 13ª giornata | Bayer Leverkusen | 0 – 0 referto | Karlsruhe | Ulrich-Haberland-Stadion (23 000 spett.)\| Arbitro: \| Steinborn \| |
| Arbitro:                                                | Steinborn        |               |           |                                                                     |

| Arbitro: | Heynemann |

|            |           |             |
| Bodden 71’ | Marcatori | 51’ Kirsten |

| Arbitro: | Fröhlich |

|                                   |           |             |
| Nerlinger 43’ Matthäus 74’ (rig.) | Marcatori | 31’ Kirsten |

| Arbitro: | Weber |

|                                 |           |              |
| Völler 19’ Scholz 33’ Münch 88’ | Marcatori | 21’ Labbadia |

| Arbitro: | Strigel |

|             |           |            |
| Ekström 69’ | Marcatori | 78’ Völler |

#### Girone di ritorno
| Arbitro: | Wiesel |

|          |           |  |
| Kuka 56’ | Marcatori |  |

| Arbitro: | Heynemann |

|            |           |                 |
| Sérgio 40’ | Marcatori | 29’, 82’ Basler |

| Arbitro: | Scheuerer |

|                         |           |  |
| Dickhaut 60’ Okocha 86’ | Marcatori |  |

| Arbitro: | Schmidt |

|            |           |                                          |
| Scholz 87’ | Marcatori | 8’ Michalke 34’ Wegmann 41’ (aut.) Wörns |

| Arbitro: | Strigel |

|  |           |                                 |
|  | Marcatori | 31’ Lehnhoff 75’ Münch 76’ Thom |

| Arbitro: | Habermann |

|                      |           |                                         |
| Völler 42’ Hapal 85’ | Marcatori | 18’, 23’ Wassmer 60’ Heinrich 82’ Burić |

| Arbitro: | Merk |

|                                    |           |                              |
| Élber 16’, 72’ Buck 32’ Kienle 54’ | Marcatori | 34’ (rig.) Sérgio 45’ Völler |

| Arbitro: | Berg |

|                                        |           |              |
| Thom 28’ Stadler 62’ (aut.) Sérgio 90’ | Marcatori | 85’ Herrlich |

| Arbitro: | Krug |

|  |           |                   |
|  | Marcatori | 20’ (rig.) Völler |

| Arbitro: | Werthmann |

|                         |           |  |
| Lehnhoff 40’ Völler 66’ | Marcatori |  |

| Arbitro: | Scheuerer |

|                                |           |                        |
| Herzog 48’, 76’ Eigenrauch 80’ | Marcatori | 58’ Völler 77’ Kirsten |

| Arbitro: | Albrecht |

|                                          |           |             |
| Sérgio 66’ Völler 69’ (rig.) Kirsten 86’ | Marcatori | 10’ Fischer |

| Arbitro: | Osmers |

|                  |           |                                  |
| Schmitt 19’, 64’ | Marcatori | 28’, 50’, 89’ Kirsten 43’ Völler |

| Arbitro: | Wagner |

|  |           |                         |
|  | Marcatori | 45’ Nowak 82’ Rydlewicz |

| Arbitro: | Heynemann |

|                        |           |  |
| Kirsten 45’ Sérgio 90’ | Marcatori |  |

| Arbitro: | Best |

|                                       |           |                                    |
| Labbadia 69’ Weiser 74’ Steinmann 85’ | Marcatori | 38’ (rig.) Völler 53’, 62’ Kirsten |

| Arbitro: | Buchhart |

|                      |           |                     |
| Hapal 6’ Kirsten 73’ | Marcatori | 52’ Fuchs 83’ Spies |

### Coppa di Germania
| Arbitro: | Malbranc |

|  |           |                                                                                              |
|  | Marcatori | 25’, 33’ (rig.), 47’, 52’, 87’ Sérgio 62’, 73’, 74’ Thom 79’ Lehnhoff 82’ Schuster 85’ Wörns |

| Arbitro: | Ziller |

|                                |                      |                      |
| Winkler 70’                    | Marcatori            | 60’ Dooley           |
| Pacult Winkler Seeliger Trares | Tiri di rigore 4 – 1 | Lupescu Wörns Völler |

### Coppa UEFA
| Arbitro: | Vagner |

|                                              |           |                                        |
| Kirsten 6’, 16’, 41’ Dooley 13’ Schuster 73’ | Marcatori | 11’ (rig.), 45’, 61’ Ronaldo 88’ Nilis |

| Eindhoven 27 settembre 1994, ore CET Primo turno | PSV       | 0 – 0 referto | Bayer Leverkusen | Philips Stadion (22 400 spett.)\| Arbitro: \| Gallagher \| |
| Arbitro:                                         | Gallagher |               |                  |                                                            |

| Arbitro: | Pedersen |

|  |           |                      |
|  | Marcatori | 16’ Münch 80’ Sérgio |

| Arbitro: | Loizou |

|                                              |           |  |
| Kirsten 29’, 65’, 68’ Hapal 31’ Tolkmitt 60’ | Marcatori |  |

| Arbitro: | Frisk |

|             |           |                                    |
| Nikodem 54’ | Marcatori | 29’, 44’ Kirsten 41’, 64’ Lehnhoff |

| Arbitro: | Çakar |

|                                            |           |  |
| Schuster 11’ Thom 13’ Scholz 15’ Hapal 28’ | Marcatori |  |

| Arbitro: | Coroado |

|                                              |           |                   |
| Lehnhoff 9’ Kirsten 18’, 90’ Sérgio 78’, 84’ | Marcatori | 63’ (rig.) Ouédec |

| Nantes 14 marzo 1995, ore CET Quarti di finale | Nantes-Atlantique | 0 – 0 referto | Bayer Leverkusen | La Beaujoire (35 000 spett.)\| Arbitro: \| Ceccarini \| |
| Arbitro:                                       | Ceccarini         |               |                  |                                                         |

| Arbitro: | Vega |

|            |           |                         |
| Sérgio 21’ | Marcatori | 48’ Baggio 51’ Asprilla |

| Arbitro: | Goethals |

|                       |           |  |
| Asprilla 4’, 55’, 67’ | Marcatori |  |

## Statistiche

### Statistiche di squadra
| Competizione      | Punti | In casa | In casa | In casa | In casa | In casa | In casa | In trasferta | In trasferta | In trasferta | In trasferta | In trasferta | In trasferta | Totale | Totale | Totale | Totale | Totale | Totale | DR  |
| Competizione      | Punti | G       | V       | N       | P       | Gf      | Gs      | G            | V            | N            | P            | Gf           | Gs           | G      | V      | N      | P      | Gf     | Gs     | DR  |
| ----------------- | ----- | ------- | ------- | ------- | ------- | ------- | ------- | ------------ | ------------ | ------------ | ------------ | ------------ | ------------ | ------ | ------ | ------ | ------ | ------ | ------ | --- |
| Bundesliga        | 49    | 17      | 7       | 5       | 5       | 31      | 23      | 17           | 6            | 5            | 6            | 31           | 28           | 34     | 13     | 10     | 11     | 62     | 51     | +11 |
| Coppa di Germania | -     | 0       | 0       | 0       | 0       | 0       | 0       | 2            | 1            | 1            | 0            | 12           | 1            | 2      | 1      | 1      | 0      | 12     | 1      | +11 |
| Coppa UEFA        | -     | 5       | 4       | 0       | 1       | 20      | 7       | 5            | 2            | 2            | 1            | 6            | 4            | 10     | 6      | 2      | 2      | 26     | 11     | +15 |
| Totale            | 49    | 22      | 11      | 5       | 6       | 51      | 30      | 24           | 9            | 8            | 7            | 49           | 33           | 46     | 20     | 13     | 13     | 100    | 63     | +37 |

### Andamento in campionato
| Giornata  | 1  | 2  | 3  | 4 | 5  | 6 | 7 | 8 | 9 | 10 | 11 | 12 | 13 | 14 | 15 | 16 | 17 | 18 | 19 | 20 | 21 | 22 | 23 | 24 | 25 | 26 | 27 | 28 | 29 | 30 | 31 | 32 | 33 | 34 |
| --------- | -- | -- | -- | - | -- | - | - | - | - | -- | -- | -- | -- | -- | -- | -- | -- | -- | -- | -- | -- | -- | -- | -- | -- | -- | -- | -- | -- | -- | -- | -- | -- | -- |
| Luogo     | C  | T  | C  | T | C  | T | C | T | C | T  | C  | T  | C  | T  | T  | C  | T  | T  | C  | T  | C  | T  | C  | T  | C  | T  | C  | T  | C  | T  | C  | C  | T  | C  |
| Risultato | P  | P  | V  | V | N  | N | V | N | N | V  | N  | V  | N  | N  | P  | V  | N  | P  | P  | P  | P  | V  | P  | P  | V  | V  | V  | P  | V  | V  | P  | V  | N  | N  |
| Posizione | 15 | 17 | 10 | 8 | 10 | 9 | 7 | 8 | 8 | 3  | 7  | 5  | 5  | 6  | 8  | 7  | 8  | 8  | 8  | 8  | 8  | 8  | 8  | 11 | 9  | 8  | 8  | 8  | 8  | 7  | 8  | 8  | 7  | 7  |

Legenda:

Luogo: C = Casa; T = Trasferta. Risultato: V = Vittoria; N = Pareggio; P = Sconfitta.

### Statistiche dei giocatori
| Giocatore      | Bundesliga | Bundesliga | Bundesliga  | Bundesliga | Coppa di Germania | Coppa di Germania | Coppa di Germania | Coppa di Germania | Coppa UEFA | Coppa UEFA | Coppa UEFA  | Coppa UEFA | Totale   | Totale | Totale      | Totale     |
| Giocatore      | Presenze   | Reti       | Ammonizioni | Espulsioni | Presenze          | Reti              | Ammonizioni       | Espulsioni        | Presenze   | Reti       | Ammonizioni | Espulsioni | Presenze | Reti   | Ammonizioni | Espulsioni |
| -------------- | ---------- | ---------- | ----------- | ---------- | ----------------- | ----------------- | ----------------- | ----------------- | ---------- | ---------- | ----------- | ---------- | -------- | ------ | ----------- | ---------- |
| M. Anfang      | 0          | 0          | 0           | 0          | 0                 | 0                 | 0                 | 0                 | 0          | 0          | 0           | 0          | 0        | 0      | 0           | 0          |
| R. Becker      | 8          | 0          | 1           | 0          | 0                 | 0                 | 0                 | 0                 | 3          | 0          | 0           | 0          | 11       | 0      | 1           | 0          |
| T. Diane       | 1          | 0          | 0           | 0          | 0                 | 0                 | 0                 | 0                 | 0          | 0          | 0           | 0          | 1        | 0      | 0           | 0          |
| T. Dooley      | 16         | 2          | 0           | 0          | 2                 | 1                 | 0                 | 0                 | 5          | 1          | 1           | 0          | 23       | 4      | 1           | 0          |
| R. Hahn        | 0          | 0          | 0           | 0          | 0                 | 0                 | 0                 | 0                 | 0          | 0          | 0           | 0          | 0        | 0      | 0           | 0          |
| P. Hapal       | 31         | 3          | 7           | 0          | 2                 | 0                 | 0                 | 0                 | 9          | 2          | 0           | 0          | 42       | 5      | 7           | 0          |
| M. Happe       | 32         | 1          | 2           | 0          | 2                 | 0                 | 0                 | 0                 | 10         | 0          | 0           | 0          | 44       | 1      | 2           | 0          |
| D. Heinen      | 4          | 0          | 0           | 0          | 0                 | 0                 | 0                 | 0                 | 2          | 0          | 0           | 0          | 6        | 0      | 0           | 0          |
| U. Kirsten     | 27         | 15         | 3           | 1          | 1                 | 0                 | 1                 | 0                 | 9          | 10         | 3           | 0          | 37       | 25     | 7           | 1          |
| M. Kurth       | 2          | 0          | 0           | 0          | 0                 | 0                 | 0                 | 0                 | 0          | 0          | 0           | 0          | 2        | 0      | 0           | 0          |
| H. Lehnhoff    | 29         | 4          | 2           | 0          | 1                 | 1                 | 0                 | 0                 | 9          | 3          | 1           | 0          | 39       | 8      | 3           | 0          |
| V. Lindinger   | 0          | 0          | 0           | 0          | 0                 | 0                 | 0                 | 0                 | 0          | 0          | 0           | 0          | 0        | 0      | 0           | 0          |
| I. Lupescu     | 27         | 0          | 3           | 1          | 2                 | 0                 | 0                 | 0                 | 10         | 0          | 1           | 0          | 39       | 0      | 4           | 1          |
| J. Melzig      | 21         | 0          | 5           | 1          | 2                 | 0                 | 0                 | 0                 | 7          | 0          | 1           | 0          | 30       | 0      | 6           | 1          |
| M. Münch       | 25         | 2          | 0           | 2          | 2                 | 0                 | 0                 | 0                 | 6          | 1          | 1           | 0          | 33       | 3      | 1           | 2          |
| J. Nehl        | 4          | 0          | 1           | 1          | 0                 | 0                 | 0                 | 0                 | 0          | 0          | 0           | 0          | 4        | 0      | 1           | 1          |
| A. Neuendorf   | 5          | 0          | 0           | 0          | 0                 | 0                 | 0                 | 0                 | 1          | 0          | 0           | 0          | 6        | 0      | 0           | 0          |
| C. Reyna       | 0          | 0          | 0           | 0          | 0                 | 0                 | 0                 | 0                 | 0          | 0          | 0           | 0          | 0        | 0      | 0           | 0          |
| M. Rietpietsch | 2          | 0          | 0           | 0          | 0                 | 0                 | 0                 | 0                 | 2          | 0          | 0           | 0          | 4        | 0      | 0           | 0          |
| H. Scholz      | 27         | 2          | 3           | 0          | 0                 | 0                 | 0                 | 0                 | 9          | 1          | 0           | 0          | 36       | 3      | 3           | 0          |
| B. Schuiteman  | 4          | 0          | 1           | 0          | 0                 | 0                 | 0                 | 0                 | 1          | 0          | 0           | 0          | 5        | 0      | 1           | 0          |
| B. Schuster    | 23         | 2          | 6           | 2          | 2                 | 1                 | 0                 | 0                 | 9          | 2          | 0           | 0          | 34       | 5      | 6           | 2          |
| P. Sérgio      | 28         | 9          | 5           | 0          | 2                 | 5                 | 0                 | 0                 | 8          | 4          | 0           | 0          | 38       | 18     | 5           | 0          |
| A. Thom        | 29         | 2          | 1           | 0          | 2                 | 3                 | 0                 | 0                 | 7          | 1          | 0           | 0          | 38       | 6      | 1           | 0          |
| M. Tolkmitt    | 12         | 0          | 0           | 0          | 1                 | 0                 | 0                 | 0                 | 4          | 1          | 0           | 0          | 17       | 1      | 0           | 0          |
| T. Vana        | 0          | 0          | 0           | 0          | 0                 | 0                 | 0                 | 0                 | 0          | 0          | 0           | 0          | 0        | 0      | 0           | 0          |
| R. Vollborn    | 30         | 0          | 1           | 0          | 2                 | 0                 | 0                 | 0                 | 9          | 0          | 1           | 0          | 41       | 0      | 2           | 0          |
| R. Völler      | 30         | 16         | 5           | 0          | 1                 | 0                 | 0                 | 0                 | 3          | 0          | 0           | 0          | 34       | 16     | 5           | 0          |
| C. Wörns       | 19         | 1          | 2           | 1          | 2                 | 1                 | 0                 | 0                 | 5          | 0          | 1           | 1          | 26       | 2      | 3           | 2          |